# Rory O’Hanlon

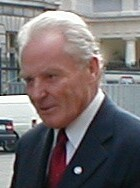
Rory O’Hanlon (2002)

Rory O’Hanlon (irisch Ruairí Ó hAnnluain, * 7. Februar 1934 in Dublin) ist ein irischer Politiker der Fianna Fáil, ehemaliger Minister und Vorsitzender (Ceann Comhairle) des Dáil Éireann, des Unterhauses des irischen Parlaments.

## Biografie
O’Hanlon studierte am University College Dublin und war nach seinem Studium der Medizin und der Promotion zum Doktor der Medizin als praktischer Arzt tätig.
Seine politische Laufbahn begann er 1973, als er als Kandidat der Fianna Fáil bei einer Nachwahl für einen vakanten Sitz im Dáil Éireann antrat. Es gelang ihm jedoch erst bei der nächsten regulären Wahl im Jahr 1977, in den Dáil gewählt zu werden. Dort vertritt er seitdem die Interessen des Wahlkreises Cavan-Monaghan.
Von Oktober bis Dezember 1982 war er kurzzeitig Staatsminister beim Minister für soziale Wohlfahrt. Dem dritten Kabinett von Taoiseach Charles J. Haughey gehörte er zunächst vom 10. März 1987 bis zum 14. November 1991 als Gesundheitsminister an. Anschließend war er bis zum Ende von Haugheys Amtszeit am 11. Februar 1992 Umweltminister.
Im Juli 1997 wurde er vom Unterhaus zum stellvertretenden Vorsitzenden (Leas-Cheann Comhairle) gewählt. Vom 6. Juni 2002 bis zum 14. Juni 2007 war er schließlich als Nachfolger von Séamus Pattison Vorsitzender (Ceann Comhairle) des Dáil Éireann. In dieser Funktion war er auch stellvertretender Vorsitzender der Britisch-Irischen Parlamentarischen Gesellschaft (British-Irish Inter Parliamentary Body) sowie Vorsitzender des Ausschusses für Modalitäten und Privilegien (Committee on Procedure and Privileges). Nachfolger als Ceann Comhairle wurde sein Parteifreund John O’Donoghue.
Er ist verheiratet und hat vier Söhne sowie zwei Töchter. Einer seiner Söhne ist der Schauspieler, Komiker und Autor Ardal O’Hanlon, der in Deutschland vor allem durch seine Rolle als Detective Inspector Jack Mooney in der britisch-französischen Fernsehserie Death in Paradise bekannt wurde.